# Acide tétrabromaurique
L'acide tétrabromaurique, ou acide bromaurique, est un composé chimique de formule HAuBr4. C'est un analogue de l'acide chloraurique HAuCl4. On l'obtient en faisant réagir un mélange d'acide bromhydrique HBr et d'acide nitrique HNO3 avec de l'or métallique,.